# Liste der Umweltminister des Saarlandes
Dieser Artikel enthält eine Liste der Umweltminister des Saarlandes.

## Umweltminister Saarland (seit 1974)
| Name                                                                     | Amtsantritt                                            | Kabinett                                        | Partei                                        |
| Minister für Umwelt, Raumordnung und Bauwesen                            | Minister für Umwelt, Raumordnung und Bauwesen          | Minister für Umwelt, Raumordnung und Bauwesen   | Minister für Umwelt, Raumordnung und Bauwesen |
| ------------------------------------------------------------------------ | ------------------------------------------------------ | ----------------------------------------------- | --------------------------------------------- |
| Günther Schacht                                                          | 23. Januar 1974 1. März 1977 5. Juli 1979 23. Mai 1980 | Röder V Röder VI Zeyer I Zeyer II               | CDU                                           |
| Wolfgang Knies                                                           | 10. Juli 1984                                          | Zeyer III                                       | CDU                                           |
| Minister für Umwelt                                                      |                                                        |                                                 |                                               |
| Josef Leinen                                                             | 9. April 1985 21. Februar 1990                         | Lafontaine I Lafontaine II                      | SPD                                           |
| Minister für Umwelt, Energie und Verkehr                                 |                                                        |                                                 |                                               |
| Willy Leonhardt                                                          | 23. November 1994                                      | Lafontaine III                                  | SPD                                           |
| Heiko Maas                                                               | 9. November 1998                                       | Klimmt                                          | SPD                                           |
| Minister für Umwelt                                                      |                                                        |                                                 |                                               |
| Stefan Mörsdorf                                                          | 29. September 1999 6. Oktober 2004                     | Müller I Müller II                              | parteilos / CDU                               |
| Minister für Umwelt, Energie und Verkehr                                 |                                                        |                                                 |                                               |
| Simone Peter                                                             | 10. November 2009 24. August 2011                      | Müller III Kramp-Karrenbauer I                  | Grüne                                         |
| Andreas Storm (kommissarisch)                                            | 18. Januar 2012                                        | Kramp-Karrenbauer I                             | CDU                                           |
| Minister für Umwelt und Verbraucherschutz                                |                                                        |                                                 |                                               |
| Anke Rehlinger                                                           | 9. Mai 2012                                            | Kramp-Karrenbauer II                            | SPD                                           |
| Reinhold Jost                                                            | 15. Januar 2014 17. Mai 2017 1. März 2018              | Kramp-Karrenbauer II Kramp-Karrenbauer III Hans | SPD                                           |
| Minister für Umwelt, Klimaschutz, Mobilität, Agrar und Verbraucherschutz |                                                        |                                                 |                                               |
| Petra Berg                                                               | 26. April 2022                                         | Rehlinger                                       | SPD                                           |